# Ponta Verde (Cabo Verde)
Ponta Verde (Crioulo cabo-verdiano, ALUPEC: Punta Verdi ou Berdi, Crioulo do Fogo: Ponta Verdi) é uma aldeia do município de São Filipe na central da ilha do Fogo, em Cabo Verde.

## Vilas próximos ou limítrofes
- Ribeira Ilhéu, nordeste
- Campanas, este
- Coxo, sul
- Santo António, suloeste